# Сопер (река)
Сопер (англ. Soper River) — река на юге острова Баффинова Земля (территория Нунавут, Канада).

## География
Река берёт начало на плоскогорье полуострова Терра-Инкогнита. Течёт в южном направлении и впадает в солоноватое озеро Сопер-лейк, а затем в залив Плезент Гудзонова пролива близ посёлка Киммирут (бывший Лейк-Харбор). Киммирут — самый близкий населённый пункт к Икалуиту (старое название — Фробишер-Бей), административному центру территории Нунавут. Длина реки Сопер составляет 108 км, площадь бассейна равна 2500 км². Судоходна на протяжении 50 км.
Крупнейшие притоки — Ливингстон (86 км) и Джой (54 км).

## Геология
Интенсивный метаморфизм, происходивший 1740 миллионов лет назад и обширное сжатие материковой породы (большей частью гранита), создали очень интересную геологическую картину в бассейне реки Сопер. Интрузии кристаллических известняков, сланцев и кварцитов делают эту картину ещё более интересной. В бассейне реки находится маленькое месторождение лазурита (голубого драгоценного камня), одно из нескольких известных в мире. Месторождения слюды встречаются во многих местах.

## Флора и фауна
Речная долина защищает от жёстких ветров, благодаря этому в долине сформировался свой особый микроклимат. В отличие от возвышенностей, лишь местами покрытых мхами и лишайниками, в долине растёт мох сфагнум, несколько видов осоки, горная жёлтая камнеломка и множество арктических дикорастущих цветов, а также уникальный лес арктических ив, которые вырастают вплоть до 3,6 метров высотой.
Из млекопитающих встречаются карибу, лисы, волки, и зайцы. Лемминги обеспечивают важный источник питатания для широкого диапазона хищников, особенно для ястребов, соколов и кречетов. Здесь также встречаются рогатые жаворонки, белые куропатки, ржанки. Морские птицы представлены гагарами, кайрами и крачками. В реке водится арктический голец, а в водах озера Сопер — треска.
На языке инуктитут река называется Kuujuaq, или «большая река». Своё официальное название она получила в честь Д. Дьюи Сопера, арктического исследователя, зоолога, орнитолога и писателя. В 1992 году река Сопер вместе с притоками Левингстон и Джой включена в Список охраняемых рек Канады.